# ウィリアム・ハモンド・ライト
ウィリアム・ハモンド・ライト（William Hammond Wright、1871年11月4日 - 1959年5月16日）は、アメリカ合衆国の天文学者。1935年から1942年の間リック天文台の台長を務めた。

## 生涯
カリフォルニア州サンフランシスコ生まれ。1893年にカリフォルニア大学を卒業した後、リック天文台の観測助手を務め、1903年から1906年の間はチリのサンティアゴの近くのサン・クリストバル山の天文台の設立のために働いた。
サン・クリストバル山の新しい天文台では6ヶ月しか観測しなかったが、その間に南半球の多くの恒星の視線速度の観測を行った。1908年にリック天文台の観測員に任じられた。第1次世界大戦の末期の1918年から1919年の間はアメリカ陸軍のアバディーン試験場で働いた。その後リック天文台にもどり、引退するまで同天文台で働いた。
ライトの業績は、恒星の視線速度の研究や自ら設計した分光器による新星や星雲のスペクトルの研究などがある。1924年に異なる波長を使って火星を撮影することによって、撮影された直径が異なることを見出し、火星の大気層の厚さを100kmであると見積もった。
1928年にヘンリー・ドレイパー・メダル、1938年に王立天文学会ゴールドメダルを受賞した 月のクレータ、火星のクレーターと小惑星(1747) Wrightに献名されている 。